# Justo Lucas Álvarez Rodríguez
Justo Lucas Álvarez Rodríguez (Chivilcoy,  provincia de Buenos Aires, 14 de febrero de 1898 - Buenos Aires, 2 de agosto de 1949) fue un Ministro de la Corte Suprema de Justicia de Argentina. Se casó con Blanca Duarte, hermana de María Eva Duarte de Perón y tuvo 4 hijos.

## Biografía
Estudió  en Derecho en la Facultad de Ciencias Jurídicas y Sociales de la Universidad Nacional de La Plata, donde se recibió en 1932. 
Ejerció su profesión en Junín y Mercedes y militó en la juventud radical. Realizó actividad docente en el Colegio Nacional de Junín y en la Facultad de Ciencias Jurídicas de la Universidad de La Plata. 
El coronel Domingo Mercante, gobernador de la provincia electo el 24 de febrero de 1946 lo nombró Ministro de Gobierno de la provincia. Al quedar vacantes a raíz de un juicio político los cargos en la Corte Suprema de Justicia de la Nación, por decreto 21839 del 26 de julio de 1947, el presidente Perón lo designó juez de ese Tribunal. Juró el 1 de agosto con los demás jueces y el procurador general de la Nación Carlos Gabriel Delfino.
Fue convencional por Buenos Aires para la Convención Constituyente que se reunió en enero de 1949 y reformó la Constitución Nacional.
Compartió La Corte Suprema en distintos momentos con Tomás Darío Casares, Luis Ricardo Longhi, Felipe Santiago Pérez y Rodolfo Guillermo Valenzuela.
Ejerció el cargo en la Corte Suprema hasta su fallecimiento ocurrido en Buenos Aires el 2 de agosto de 1949. Fue reemplazado por Atilio Pessagno.